# Drapeau du handicap
Le drapeau du handicap ou le drapeau des droits des personnes handicapées est le drapeau qui représente toutes les personnes qui ont un ou plusieurs handicaps. Il a été créé par le danseur valencien Eros Recio. Il est d'usage général pour tout événement lié au handicap.

## Histoire
L’assemblée plénière de la rencontre latino-américaine sur le handicap I, tenue le 3 décembre 2017 au Pérou, le reconnait officiellement au nom des nations américaines,. Le jour même, le drapeau est porté au siège européen de l’ONU. Des communes en Espagne l’ont placé pendant la Journée internationale du handicap. Le 17 juillet 2018, il est présenté lors d’un événement officiel à Miami avec le soutien de Bryan's Art Foundation, une organisation d’artistes handicapés aux États-Unis,. Le 3 décembre 2018, le drapeau est accepté par le Foment d’Esportistes amb Reptes (FER), une organisation sportive olympique et paralympique en Espagne,.

## Sens
Le drapeau est conçu avec trois couleurs chacune caractéristique d’un métal: or, argent et bronze. Eros Recio ne cache pas avoir été inspiré par les couleurs employés dans les symboles des Jeux paralympiques,. Cependant, ces couleurs sont avant tout chargées d’une autre symbolique : elles représentent respectivement trois des principaux types de handicap : physique, mental ou psychique et sensoriel. La signification de chaque couleur se veut d’un caractère général où aucune ne représente un type spécifique de handicap, mais plutôt la totalité de celles-ci dans leur ensemble. De plus il se veut l’étendard de toutes les formes de handicap, même autres que les trois sus-mentionnés. Par exemple les formes de handicap cognitif, ou encore de handicap viscéral.
Eros déclare que ce drapeau représente toutes les personnes handicapées qui le mentionnent lors d’une cérémonie à la Grande École d’Art de la Soie à Valence, où le drapeau est inauguré au sein de l’institution. Vicente Genovés, son président, déclare à cette occasion :
« Con esta acción el Colegio del Arte Mayor de la Seda ha querido aportar su colaboración a un importante proyecto que nace en Valencia: la Bandera Internacional de la Superación y la Discapacidad. Esperamos que este acto y esta bandera nos sirva para unirnos más en la causa de la justicia, solidaridad y plena igualdad entre todos. »
— Vicente Genovés, Bandera de la Superación y la Discapacidad en el Museo de la Seda.

« Avec cette action, la Grande École d’Art de la Soie a voulu apporter sa collaboration à un projet important né à Valence: le drapeau international du dépassement et du handicap. Nous espérons que cet acte et ce drapeau nous serviront à nous unir davantage dans la cause de la justice, de la solidarité et de la pleine égalité entre tous. »
— Bandera de la Superación y la Discapacidad en el Museo de la Seda.
Pendant l'acte, l'ajout d'une nouvelle définition du drapeau est mentionné : « Le Drapeau du Dépassement ». La raison en est de souligner le caractère inspirant du drapeau et d'éviter la ségrégation sociale typique de la discrimination capacitive,. Cependant, cette définition n'est normalement pas utilisée.
De plus, de petits drapeaux du handicap ont été remis à plusieurs participants en reconnaissance de leur travail social : Vicente Genovés, président de la Grande École d'Art de la Soie ; José María Chiquillo, président du Réseau international de la Route de la soie de l'UNESCO ; Arantxa Roig de la Fondation Roig Alfonso ; Teresa Navarro d'Aspaym CV (les deux derniers sont des organisations de personnes handicapées) et l'écrivain Carmen Carrasco,.
La conception du drapeau et son concept ont été inspirés et influencés par des mouvements sociaux tels que la communauté LGBT+. Eros Recio explique que l'idée du drapeau est née après avoir appris qu'il n'y avait pas de drapeau pour représenter les personnes handicapées en tant que groupe.